# Shimada Shogo
Shogo Shimada (sinh ngày 13 tháng 11 năm 1979) là một cầu thủ bóng đá người Nhật Bản.

## Sự nghiệp câu lạc bộ
Shogo Shimada đã từng chơi cho Ain Food, Sagawa Shiga và FC Gifu.